# CYP51A1

羊毛甾醇

细胞色素 P450 51A1（英語：Cytochrome P450 27A1，缩写CYP51A1）也被称为羊毛甾醇-14α-脱甲基酶（Lanosterol 14α-demethylase，EC 1.14.14.154），是细胞色素P450超家族的一员，在人类基因组中由CYP51A1基因编码，可催化带有14α甲基的甾醇（如羊毛甾醇）去甲基化并D环上的C14-C15脱氢生成对应的甾醇（如4,4-二甲基胆甾-8(9),14,24-三烯-3β-醇）。在后鞭毛生物（包括动物和真菌）的胆固醇合成中，CYP51A1催化2,3-环氧鲨烯成环后的第一步反应，是参与甾体生成的第一个CYP酶。

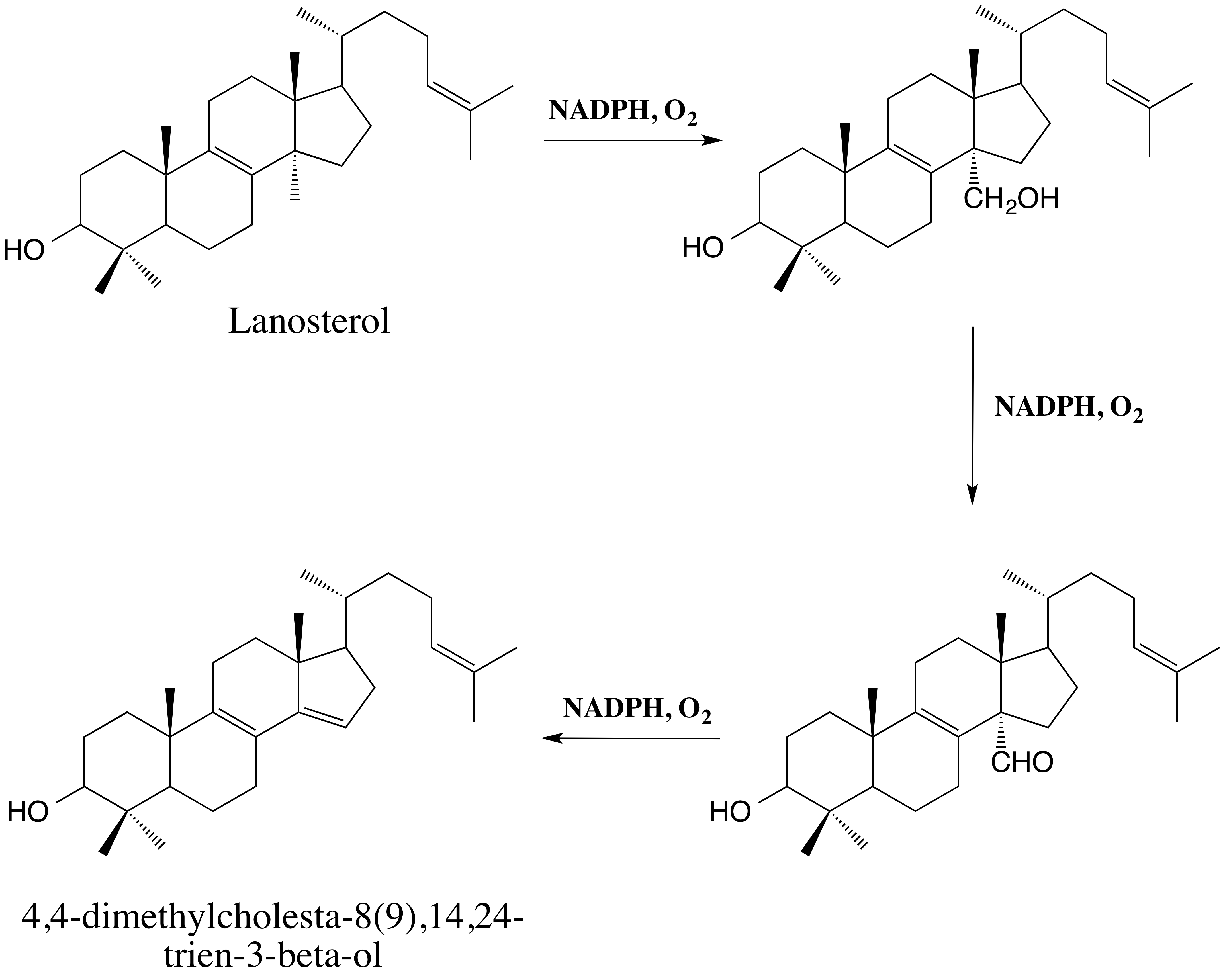
CYP51A1催化羊毛甾醇三次发生加氧反应，生成对应产物

## 进化
CYP51A1所属的CYP51家族是进化上较保守的家族，在功能上都催化对应甾醇的14α脱甲基化，在真核域和细菌域中都广泛存在，但不同生物界之间CYP51的相似性只有22-30%。